# Neuilly-lès-Dijon
Neuilly-lès-Dijon är en kommun i departementet Côte-d'Or i regionen Bourgogne-Franche-Comté i östra Frankrike. Kommunen ligger i kantonen Chenôve som tillhör arrondissementet Dijon. År 2018 hade Neuilly-lès-Dijon 1 886 invånare.

## Befolkningsutveckling
Antalet invånare i kommunen Neuilly-lès-Dijon
Referens:INSEE